# سردارلی
سردارلی (به لاتین: Sardarli) یک منطقهٔ مسکونی در جمهوری آرتساخ است که در استان هادروت واقع شده‌است.